# Vincent Merle
Pour les articles homonymes, voir Merle (homonymie).
Vincent Merle (né le 3 janvier 1950 à Paris et mort dans cette même ville le 23 avril 2013) est un pédagogue français, et un sociologue (ancien directeur du Centre d'études et de recherches sur les qualifications), qui a consacré une grande partie de son parcours à tenter de valoriser et de faire évoluer la formation professionnelle.

## Biographie
Vincent Merle est un ancien élève de l'Institut d'études politiques de Paris, licencié en sociologie et titulaire d'un diplôme d'études supérieures de sciences politiques.
En 1976, il entre à la direction des études de l'ANPE comme chargé de mission puis conseiller technique. En 1981, il devient chargé de la coordination de la mission synthèse auprès du directeur général de cette agence nationale. Il se marie en 1982. Fin 1982, il est au Commissariat général au plan puis, de 1983 à 1984, conseiller technique au cabinet du ministre de l'Emploi, Jack Ralite. Ce passage dans cette équipe constitue une première expérience de travail au sein d'un ministère. En 1984, il revient à la direction des études de l'ANPE. En 1990, il opte pour le privé comme directeur d'études au cabinet Bernard Brunhes, cabinet spécialisé dans les médiations sur les conflits sociaux et la gestion sociale de ces conflits. En 1994, il est nommé directeur du Centre d'études et de recherches sur les qualifications,.
En juin 1997, la gauche revient au pouvoir. De 1998 à 2002, il accepte d'être le directeur du cabinet de la secrétaire d’État à la formation professionnelle Nicole Péry, sous le gouvernement de Lionel Jospin. Il rédige en mars 1999 un livre blanc,  La formation professionnelle, diagnostics, défis et enjeux, qui reste une référence sur les réformes envisageables de la formation professionnelle, et il y développe son idée d'un droit individuel transférable et garanti collectivement à la formation. Cette idée se traduira en Droit individuel à la formation, en 2004, accueilli avec frilosité par les entreprises, puis, dix ans plus tard, en un Compte Personnel de Formation, plus proche de l'idée initiale de Vincent Merle. Expérimentateur social, ayant dans ces nouvelles missions l'opportunité d'agir sur le cadre législatif, il tente de faire bouger les lignes en créant de nouveaux dispositifs de valorisation de l'expérience professionnelle et de formation professionnelle, notamment la Validation des acquis de l'expérience,.
Au sortir de cette deuxième expérience au sein d'un ministère, il devient professeur au Conservatoire national des arts et métiers (CNAM), et fonde dans le cadre de cette institution l'école des bacheliers professionnels, l'école Vaucanson, qui perdure toujours aujourd'hui à Paris et dans quelques antennes régionales. Il a dirigé cette école, et en a été un des enseignants,. L'école Vaucanson, du nom d'un ingénieur mécanicien du XIXe siècle inventeur de plusieurs automates, emmène des bacheliers professionnels vers un diplôme du supérieur, une licence en 3 ans, puis, en 5 ans, un master en ingénierie industrielle ou en gestion-management.
En juillet 2012, il est un des animateurs des débats sur la formation professionnelle entre les partenaires sociaux et les pouvoirs publics lors de la Grande conférence sociale 2012. Il devait participer aux côtés du ministre Michel Sapin à la deuxième Conférence sociale des 20 et 21 juin 2013. Mais il est mort brutalement le mardi 23 avril 2013, âgé de 63 ans.

## Principales publications
- Pouvoir politique local et aménagement urbain : le cas de Grenoble, 1974.
- Le chômage, en collaboration avec Charlotte Laurent-Atthalin, Éditions Hatier, 1978.
- Les loisirs, en collaboration avec Charlotte Laurent-Atthalin, Éditions Hatier, 1983.
- Chômages et chômeurs, en collaboration avec Bernard Lacroix, Christian Topalov, et al., Les Temps modernes, 1987.
- Structures du marché du travail et politiques de l'emploi: Journées d'études d'octobre 1985, Agence nationale pour l'emploi, Commissariat général du plan, Syros/Alternatives, 1988.
- Difficultés de recrutement et gestion locale de l'emploi, en collaboration avec  Bénédicte Henry, Fondation Saint-Simon, 1990.
- Formation et apprentissage des adultes peu qualifiés, actes du colloque des 24 et 25 juin 1992, organisé par le Ministère de la recherche et de l'espace, coordination Vincent Merle, en collaboration avec Francis Ginsbourger et Gérard Vergnaud, préface Bernard Decomps, Documentation française, 1992.
- La formation professionnelle, diagnostics, défis et enjeux, avec Nicole Péry, Secrétariat d'État aux droits des femmes et à la formation professionnelle, 1998.
- L'alternance: au-delà du discours, revue Éducation permanente, 2012.

## Ouvrages préfacés par Vincent Merle
- Le pointage ou le placement : histoire de l'ANPE, Martine Muller, Éditions l'Harmattan, 1991.
- Les régions et la formation professionnelle, Thierry Berthet, Librairie générale de droit et de jurisprudence, 1999.
- Voyages dans l'apprentissage : chroniques 1965-2002, Bernard Pasquier, Éditions l'Harmattan, 2003.